# Хандорф
Хандорф (нем. Handorf) — община в Германии, в земле Нижняя Саксония.
Входит в состав района Люнебург. Подчиняется управлению Бардовик. Население составляет 1985 человек (на 31 декабря 2010 года). Занимает площадь 9,75 км².

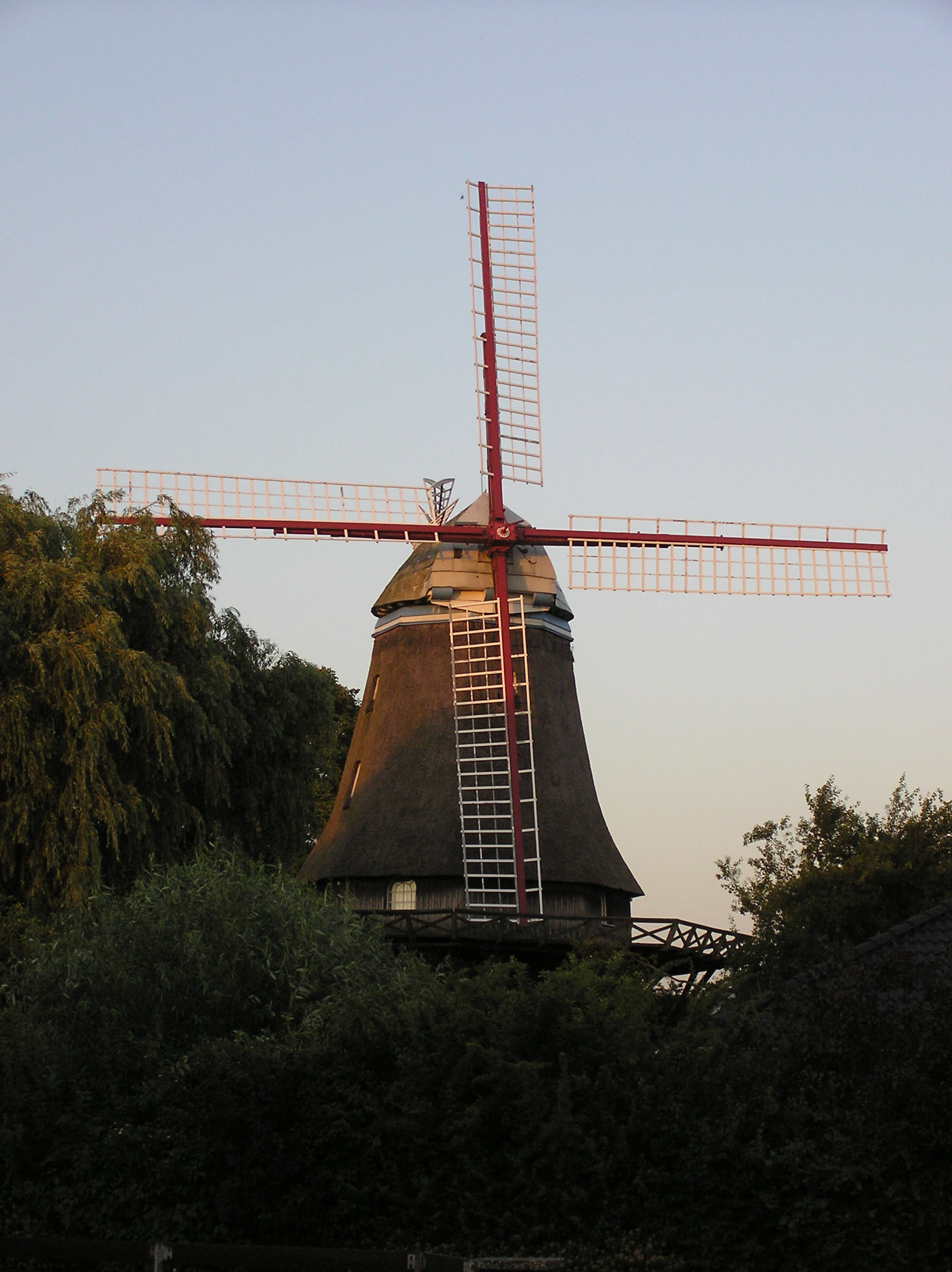
Хандорф